# Station Rilly-la-Montagne
Station Rilly-la-Montagne is een spoorwegstation aan de spoorlijn Épernay - Reims. Het ligt in de Franse gemeente Rilly-la-Montagne in het departement Marne (Grand Est).

## Ligging
Het station ligt op kilometerpunt 160,374 van de spoorlijn Épernay - Reims (nulpunt op het Gare de l'Est in Parijs).

## Diensten
Het station wordt aangedaan door treinen van TER Picardie en TER Champagne-Ardenne tussen Château-Thierry en Reims, welke rijden als TER Vallée de la Marne. Daarnaast wordt het station aangedaan door TER Champagne-Ardenne-treinen tussen Épernay en Reims.